# Szép vagy, gyönyörű vagy, Magyarország
A Szép vagy, gyönyörű vagy, Magyarország című dal az 1920-ban, a Vincze Zsigmond (zene) és Kulinyi Ernő (szöveg)  által írt Hamburgi menyasszony című operett egyik dalbetétje. A darab nem is keltett volna akkora érdeklődést, ha nem lett volna benne a Szép vagy, gyönyörű vagy, Magyarország című dal, amely ezt követően a kor leghazafiasabb dalai közé számított. Később, a nyilas korszakban zsidó származású szerzői miatt, a háborút követően pedig „nacionalista” tartalma miatt nem játszották, és csak a rendszerváltást követően vált ismét szabadon hallgathatóvá Magyarországon. A dal ISWC kódja T-007.000.993-6
A dallamot Bartók Béla a Concerto Intermezzo interrotto tételében erősen stilizált formában feldolgozta. A Bartók-feldolgozás értelmezései azonban nem egyértelműek, Annegret Fauser úgy gondolja, hogy a feldolgozás a háborús időkre és a német szövetségre tett utalás, míg Stachó László a kérdést nem kívánja eldönteni, de felveti, hogy az operett stílust nem szerető Bartók vélhetően nem honvágyból illesztette be darabjába a dalt.

## Eredeti szöveg
Szép vagy, gyönyörű vagy, Magyarország
Hol szőke sellő, lenge szellő, játszik a Tiszán,
 
Ott él egy nép, legendák népe, ott az én hazám. 

Az ősi Kárpát őrzi álmát, hű Csaba vezér, 

Ki csillagoknak égi útján vissza-visszatér.
Hogy jön, szívünk várva várja!
 
S, hogy felzeng a trombitája!
Szép vagy, gyönyörű vagy, Magyarország,
 
Gyönyörűbb, mint a nagyvilág!
 
Ha zeng a zeneszó, látom ragyogó, szép orcád.
 
Táltos paripákon tovaszállunk, haza hí´ fű, fa, lomb, virág!
 
Úgy sír a hegedű, vár egy gyönyörű szép ország!
Ott dalos ajkú mind a lány, mert dal terem a fán,
 
És délibábos tündérkastély leng a vén Tiszán.
 
A rónaságon hét határon száll, repül a szél;
 
Huszárok kedve éri csak be, hogyha szárnyra kél.
Ahogy zeng a trombitájuk,
 
Nincs tán hét világon párjuk
Szép vagy, gyönyörű vagy, Magyarország,
 
Gyönyörűbb, mint a nagyvilág!
 
Ha zeng a zeneszó, látom ragyogó, szép orcád.
 
Táltos paripákon odaszállunk, haza hí´ fű, fa, lomb, virág!
 
Úgy sír a hegedű, vár egy gyönyörű szép ország!

## Előadói
- Kalmár Pál (legismertebb)
- Karády Katalin
- Máté Ottila
- Mága Zoltán
- Kárpátia zenekar